# 초록빛 모자
《초록빛 모자》는 1985년 1월 6일에 MBC TV에서 방영되었던 베스트셀러극장이다.

## 줄거리
작가 지망생인 여주인공(서갑숙)은 마음 속의 갈등으로 인해 머리카락을 짧게 자르고 남성용 옷을 입고 다닌다. 그러나 우연한 기회에 어릴 때 잃어버린 것과 똑같은 초록빛 모자를 쓴 남자(박영규)를 만나면서 그와 친해지게 된다.
어느 날 그림 문제로 신문사에 들른 남자는 같은 남자인 줄 알았던 그가 신춘문예에 당선된 여자인 걸 알고...

## 출연
- 서갑숙
- 박영규
- 사상기
- 최봉
- 이수나
- 문미봉
- 박상조
- 국정환
- 차윤회
- 홍순창
- 홍민우
- 김연자
- 차재훈
- 이창환
- 최상훈
- 전희룡
- 오덕
- 이정미
- 송영웅
- 전신희
- 노정아
- 양진영
- 이지영
- 안연홍